# Судзара
Судза́ра (итал. Suzzara) — город в Италии, располагается в регионе Ломбардия, подчиняется административному центру Мантуя.
Население составляет 18 551 человек (на 2004 г.), плотность населения составляет 292 чел./км². Занимает площадь 60 км². Почтовый индекс — 46029. Телефонный код — 0376.
Покровителем коммуны почитается святитель Власий Севастийский, празднование 3 февраля.

## Города-побратимы
- Бриуд, Франция (1995)